# Скотт Дікенс
Скотт Дікенс (англ. Scott Dickens, 4 серпня 1984) — канадський плавець.
Учасник Олімпійських Ігор 2004, 2012 років.
Призер Пантихоокеанського чемпіонату з плавання 2010 року.
Переможець Панамериканських ігор 2007 року, призер 2003 року.
Призер літньої Універсіади 2005 року.